# Dirk Gerard Ezerman

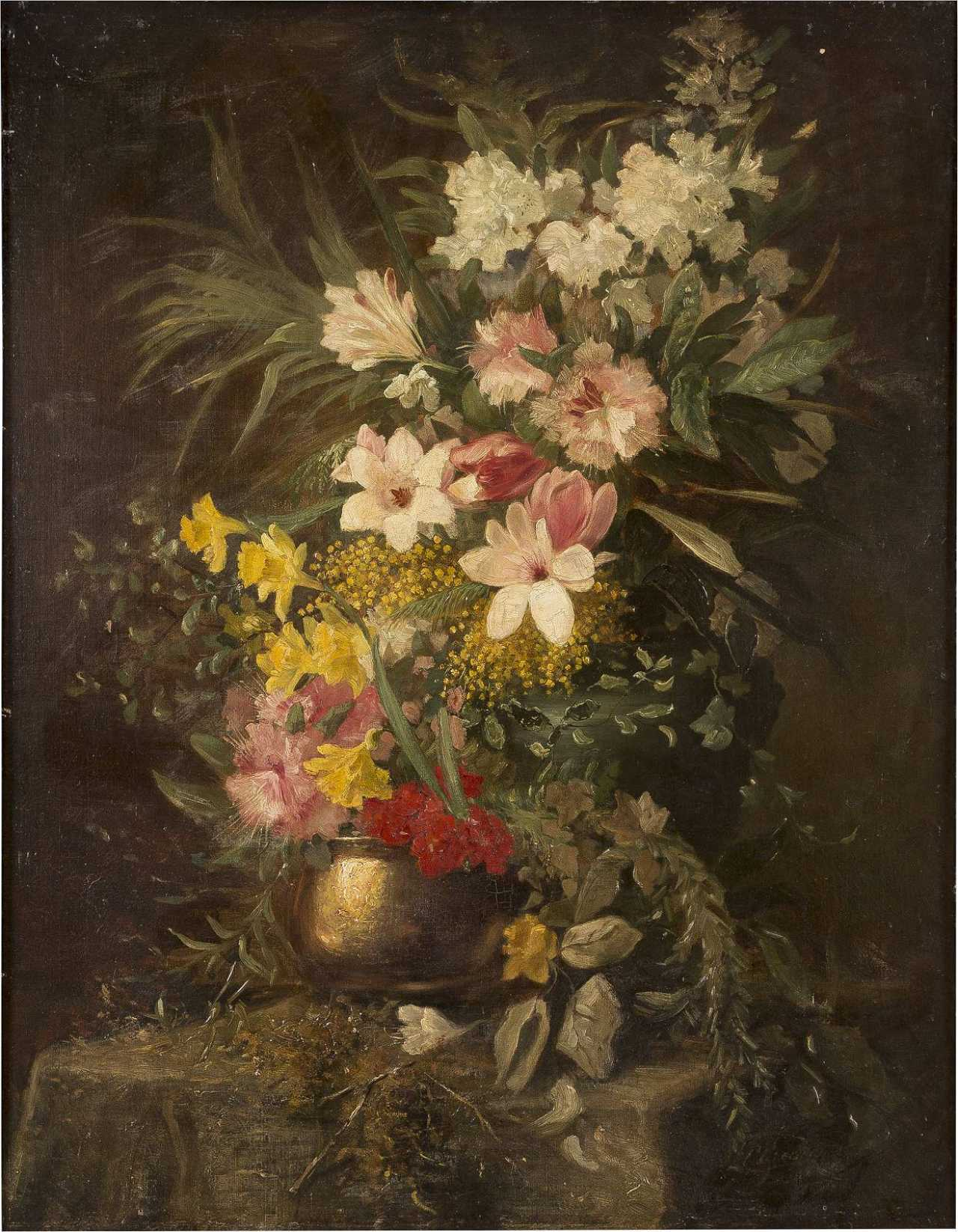
Blumenstillleben

Dirk Gerard Ezerman  (* 4. Juli 1848 in Zutphen; † 5. November 1913 in Rotterdam) war ein niederländischer Landschaftsmaler.
Ezermann begann seine Ausbildung als Schüler von Willem van der Worp und später (1872) von Johann Willem Friedrich Kachel und Johan Philip Koelman. Von 1880 bis 1881 war er Student der Rijksakademie van beeldende kunsten in Amsterdam unter der Leitung von August Allebé und Barend Wijnveld. Von 1874 bis 1880 arbeitete er in Arnheim, 1882 ließ er sich als Zeichenlehrer an einer Hogereburgerschool in Rotterdam nieder.
Er malte hauptsächlich Landschaften, aber auch Porträts und Stillleben.
Er war Mitglied von „Arti et Amicitiae“ in Amsterdam.
Zu seinen Schülern gehörten Henri Frédéric Boot, Louis Landré, Johan Tielens und Henriëtte Willebeek le Mair.
Von 1879 bis 1903 zeigte er seine Werke auf den Ausstellungen in Rotterdam, Amsterdam, Den Haag usw.